# Centro Cultural de España en México

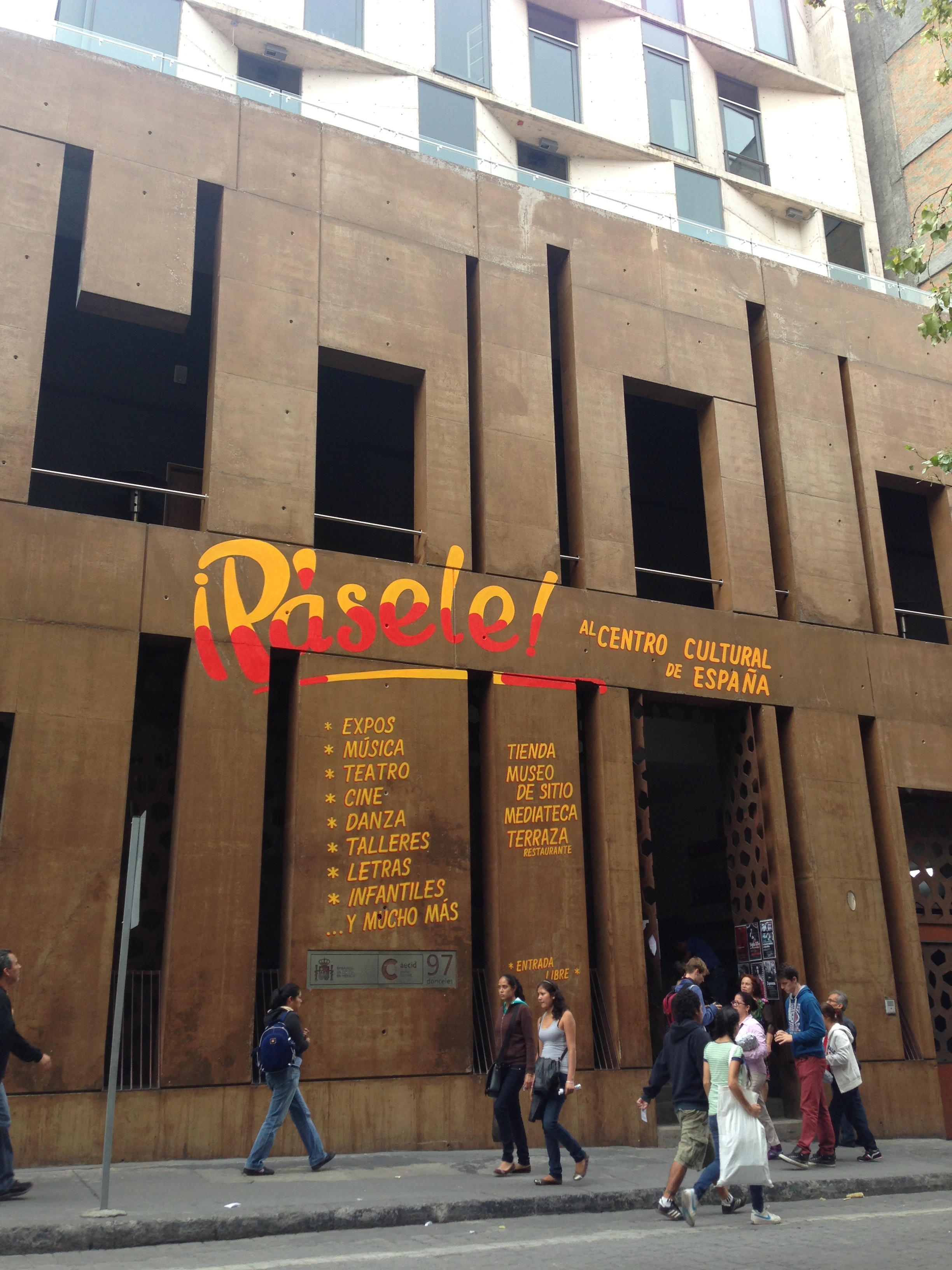
Fachada del edificio de la calle Donceles

El Centro Cultural de España en México (CCEMx) es un espacio cultural que, ubicado en el corazón del Centro Histórico de la Ciudad de México, forma parte de la Red de Centros Culturales de la Agencia Española de Cooperación Internacional para el Desarrollo (AECID). Todas sus actividades son abiertas y gratuitas. Se trata de un espacio cultural multidisciplinario que ofrece actividades en ocho diferentes formatos: cine; música; formación (a través de talleres y conferencias); artes en vivo; humanidades y literatura; actividades infantiles; arte, ciencia, tecnología y sociedad; exposiciones. Se encuentra localizado en el número 18 de la calle Guatemala y en el número 97 de la calle Donceles en el Centro Histórico de la Ciudad de México, justo detrás de la Catedral Metropolitana.
El centro se enfoca en el arte contemporáneo, principalmente iberoamericano, y tiene como base los siguientes objetivos: apoyar a la recuperación del centro histórico de la Ciudad de México, fomentar las actividades culturales, promover valores de convivencia, de identidad y la creatividad cultural, con un enfoque de género y sostenibilidad ambiental, además de apoyo al patrimonio cultural indígena.
En 2012, en su sótano se inauguró el Museo de Sitio del Centro Cultural de España en México, que recuperan y exponen restos prehispánicos que corresponderían al Calmécac de México-Tenochtitlan.

## Historia
El edificio ocupa la cuarta parte de uno de los diez solares en que se dividió la manzana que se ubica detrás de la catedral en la primera ordenación urbana diseñada por Hernán Cortés, quien la cedió a uno de sus compañeros conquistadores. Con el paso del tiempo se construyó un edificio al que se le realizaron modificaciones y fue utilizado como despacho jurídico, bodega, pensión y diversos tipos de tienda. Resultó severamente dañado por el terremoto de 1985 por lo que fue abandonado hasta que el gobierno mexicano lo cedió al gobierno español en 1997. El sitio fue elegido gracias al compromiso que realizaron los españoles de salvar un monumento histórico de la Ciudad de México. La estructura actual tiene unas dimensiones de 20 x 20 m y 7,5 de altura.
La Agencia Española de Cooperación Internacional para el Desarrollo (AECID) decidió establecer en el edificio una nueva sede de su red de centros de cooperación cultural y el 7 de enero de 2002 se iniciaron las obras para rehabilitarlo, siendo el encargado del proyecto de restauración el arquitecto Alfonso Govela. Los reyes de España Juan Carlos I y Sofía y el presidente de México Vicente Fox Quesada inauguraron el Centro Cultural de España el 18 de noviembre de 2002.
La AECID consideró el Centro Histórico de la Ciudad de México clave para ubicar el CCEMx luego de la declaratoria de la UNESCO como patrimonio cultural de la humanidad y para sumarse a los esfuerzos locales de revitalizarlo. El gobierno local entregó en comodato el edificio que fue una casona del siglo XVII rehabilitada por el arquitecto mexicano Alfonso Govela. En una primera etapa de la intervención se crearon salas de exposiciones, un espacio temporal para presentaciones musicales y de artes escénicas, una biblioteca, un área de talleres y una Terraza que ofrece el servicio de restaurante-bar y que lleva a cabo presentaciones musicales nocturnas de miércoles a sábado.
Actualmente, el CCEMx es un espacio de libre acceso y con un horario flexible de visita, que ofrece propuestas culturales en multiplicidad de disciplinas, con la intención de transmitir a diferentes públicos sus objetivos a través de la cultura.

## Directores
- Ángeles Albert de León, 2002 a 2007
- Jesús Oyamburu Fernández, 2007 a 2011
- Ana Tomé Díaz, 2011 a 2014
- Carlos Ruiz González, 2014 a 2017
- Miguel Utray Delgado, 2017 a 2020
- David Ruiz López-Prisuelos, 2020 a 2025
- José Carlos Balaguer Paredes, 2025 a ...

## Edificio
El CCEMx está formado por dos cuerpos inter-conectados entre sí. Por un lado, la primera adaptación de la casona del siglo XVII y, por otro, la nueva construcción recientemente finalizada. En su conjunto, está equipado con la más alta tecnología: salas con controles medioambientales, seguridad, videoconferencias, puntos de red e internet inalámbrica, espacios para talleres, biblioteca, sala de lectura y restaurante-cafetería. Cuenta con un núcleo de comunicaciones y servicios públicos. Además los espacios han sido adaptados eliminando barreras arquitectónicas para la libre circulación de personas con discapacidad.

### Edificio histórico
- Planta baja:

- 5 salas de exposiciones de pequeño formato con condiciones museológicas internacionales (cámaras de seguridad, control de iluminación, de temperatura y de humedad).
- Patio museográfico cubierto, de uso público, para exposición de piezas que no requieran de condiciones museológicas estrictas.
- Sala de lectura.

- Mezzanine: 4 salas destinadas a administración y sala de juntas.
- Primer piso:

- 2 salas de exposiciones (Sala Guatemala y Donceles) de pequeño formato con condiciones museológicas internacionales (cámaras de seguridad, control de iluminación, de temperatura y de humedad).
- Centro de Documentación y Recursos especializado en gestión cultural.
- Despacho técnico (área de trabajo de museografía y sistemas).

- Segundo piso: sala de talleres y restaurante-bar con actividades culturales.

### Edificio nuevo
- Sótano inferior: Almacén de obra y depósitos.
- Sótano:

- Museo de sitio. Resguarda restos arqueológicos (basamento arquitectónico y piezas de épocas prehispánica, colonial y republicana), en comodato con el Instituto Nacional de Antropología e Historia (Museo del Templo Mayor).
- Cuarto de control y Camerinos

- Planta baja, entrepiso y primer piso: auditorio equipado de doble altura y paso de gato.
- Segundo piso: sala de exposiciones y terraza, susceptible de uso expositivo a la intemperie.
- Tercer piso: tres aulas-talleres.
- Cuarto piso: sala de seminarios-cine.

## Espacios
En 2015, la Secretaría General Iberoamericana (Segib) y el Ministerio de Asuntos Exteriores y de Cooperación de España firmaron un acuerdo conforme al que se comprometía “el aprovechamiento de dichas infraestructuras por parte de los Estados miembros de la Comunidad Iberoamericana de Naciones, para la realización de actividades concretas de cooperación y promoción cultural”.
Actualmente se identifican estos espacios:

### Laboratorio del Procomún
Espacio virtual dedicado al análisis y difusión de los bienes comunes, inspirado en el Laboratorio del Procomún del MediaLab-Prado en Madrid.

### Museo de sitio

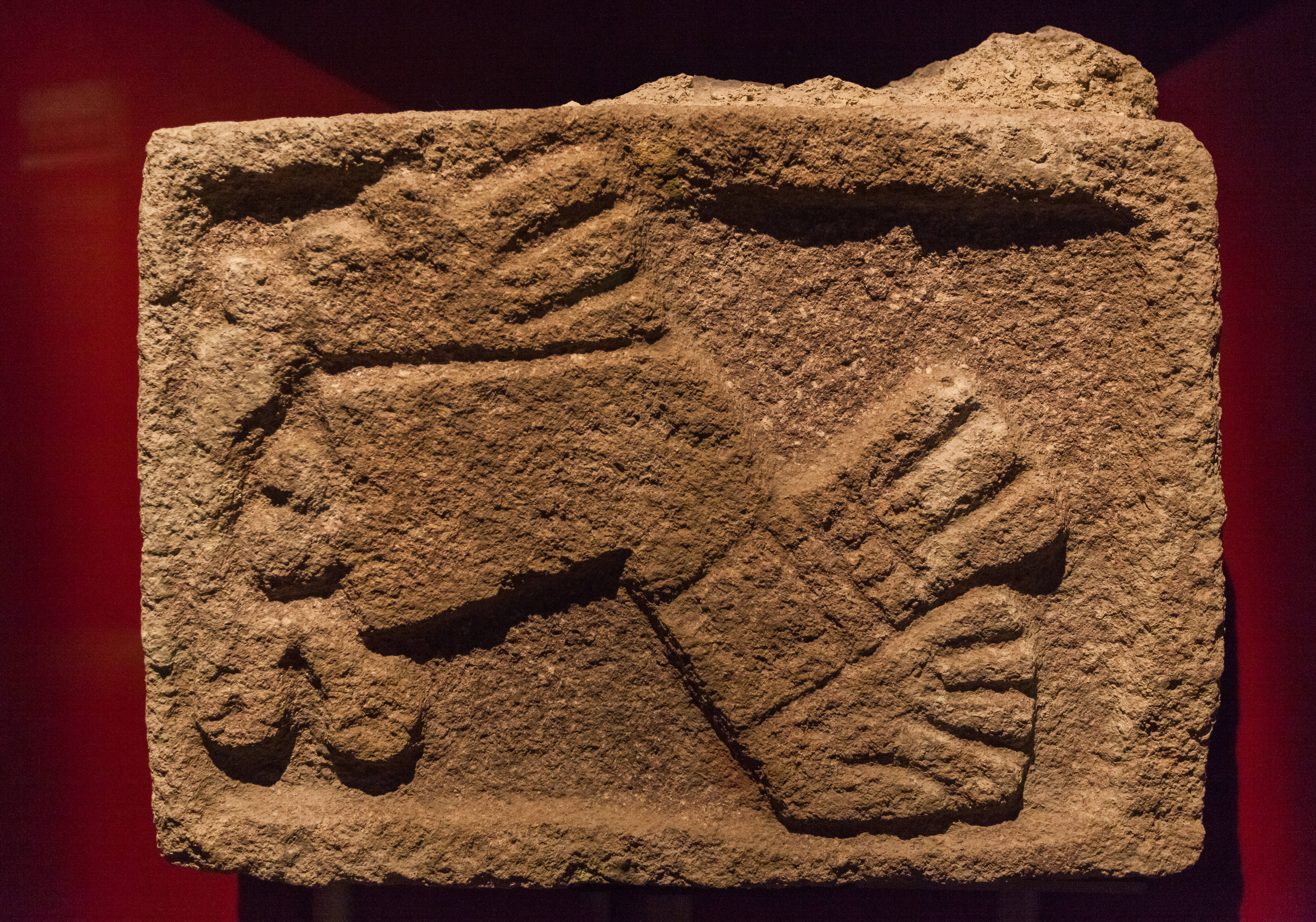
Relieve expuesto en el museo.

Ubicado en el sótano 1, muestra al público vestigios y objetos descubiertos en las obras de expansión del edificio para un total de 88 piezas representativas de las etapas prehispánica, colonial y moderna. Como espacio museográfico, alberga restos del Calmécac cronológicamente situados entre los años 1486 y 1519, colegio donde eran educados los hijos de los nobles o pipiltin mexicas. También muestra objetos de uso común que pertenecen a los siglos XIX, XX y XXI.

### Mediateca
Ubicado en el piso 3, es un espacio dedicado a la información y documentación del quehacer propio del CCEMx y de las líneas de trabajo vinculadas: gestión, cooperación cultural, patrimonio, nuevas tecnologías, género, diseño gráfico, etc. Actualmente también funciona como sala de lectura, con acceso inalámbrico a Internet y préstamo de computadoras.

### Espacio X
Auditorio para conciertos, conferencias, obras de teatro, etc., con acceso inmediato desde la calle Donceles 97.

### Terraza
Ubicada en el segundo piso, ofrece el servicio de restaurante-bar y que lleva a cabo presentaciones musicales nocturnas de miércoles a sábado.